# Vlad Zamfirescu
Vlad Zamfirescu (n. 1 martie 1974, Târgu-Mureș, Mureș, România) este un actor si regizor de teatru si film. 
Este căsătorit cu Diana Roman, actriță la Teatrul Nottara din București. 
Din prima căsătorie are 2 băieți.

## Studii
- A absolvit ca șef de promoție Universitatea Națională de Artă Teatrală și Cinematografică I.L. Caragiale din București, clasa prof. univ. Ion Cojar. (1993-1997).
- Din 1998 este angajat ca actor al teatrului Lucia Sturza Bulandra din București.
- Din 2005 este președintele companiei culturale Catharsis.
- Din august 2020 este numit manager al Teatrului Bulandra.[4]

## Biografie teatrală
- Colaborează cu Teatrul Act, Teatrul Nottara din București, Teatrul Național din Cluj Napoca, Teatrul George Ciprian din Buzău, Teatrul Național din Târgu-Mureș, Teatrul de Comedie din București, ARCUB și Teatrul Metropolis din București.

## Biografie regizorală în teatru
- 2011 - Femei în mișcare, de Donald Margulies - Godot Cafe-Teatru
- 2011 - Cupluri, de David Lindsay-Abaire - Godot Cafe-Teatru
- 2012 - Cel de lângă mine, de Donald Margulies - Teatrul Sică Alexandrescu din Brașov
- 2016 - Efecte colaterale, de Alexandru Popa -  Teatrul Nottara din București
- 2017 - Gigel, de Alexandru Popa -  Teatrului Bulandra.[4] din București
- 2017 - Numitor comun, de Alexandru Popa - Teatrul de Comedie din București
- 2018 - All Inclusive, de Alexandru Popa - Teatrul Național din București
- 2019 - Pe o pânză de păianjen, de Alexandru Popa - Teatrul Național din București

## Biografie regizorala de film
- 2018 - Secretul fericirii, de Alexandru Popa, film care a avut premiera în anul 2018 la TIFF și a rulat în cinematografe în acel an.[5]

## Filme
- 1993 - E pericoloso sporgersi, regia Nae Caranfil - prezentat în premieră la Cannes, secțiunea Quinzaine des réalisateurs, E pericoloso sporgersi este filmul de debut al lui Nae Caranfil
- 1996 - Stare de fapt, de Stere Gulea
- 1997 - Don Juan sau dragostea pentru geometrie, de Max Frisch, regia Eugen Todoran
- 2003 - Une place parmi les vivants, de Jean-Pierre Gattegno, regia Raul Ruiz
- 2004 - Aleodor Imparat după Petre Ispirescu, regia Radu Dumitru Penescu
- 2004 - Orient Express, de Sergiu Nicolaescu
- 2004 - Italiencele, de Alexandru Popa, regia Nap Toader
- 2008 - Restul e tăcere , regia Nae Caranfil - care a câștigat multiple premii Gopo în 2009, și a fost propunerea României pentru Oscar în acel an.[6]
- 2010 - Viața mea sexuală, de Cornel George Popa
- 2015 - Poveste de dragoste, de Cristina Jacob și Dan Chiriac
- 2018 - Secretul fericirii, de Alexandru Popa, regia Vlad Zamfirescu
- 2019 - Dirijorul tăcerilor, regie Ovidiu Georgescu,

## Televiziune
- Polițistul - Milionar la minut
- Rodrigo - Don Juan sau dragostea de geometrie
- Pitu - Spitalul Special
- Vlad Apostol - Lumina
- Chiriac - O noapte furtunoasă

## Premii
- 1995 - premiul pentru debut al UNITER pentru interpretarea rolului Frederick din "Pelicanul" lui August Strindberg, regia Cătălina Buzoianu la Teatrul Levant
- 2004 - premiul special al juriului Festivalului de Teatru Contemporan de la Brașov pentru rolul John din piesa "Bash. O trilogie contemporană" a lui Neil LaBute, regia Vlad Massaci
- Premiul pentru cel mai bun actor pentru rolul Carter din spectacolul XXL- Fat Pig de Neil LaBute, regia Cristi Juncu ( Asociația Culturala Catharsis, Teatrul ACT și Teatrul George Ciprian, Buzău)
- 2012 - premiul pentru cel mai bun actor la festivalul de teatru independent Undercloud pentru rolul EL din spectacolul Dumnezeul de a doua zi de Mimi Brănescu, regia Claudiu Goga (Teatrul Metropolis București)
- Premiul pentru cel mai bun actor pentru rolul Marc din spectacolul Artă de Yasmina Reza, regia Cristi Juncu (Teatrul Bulandra București)
- 2018 - premiul pentru interpretare la Festivalul de teatrul Mircea Albulescu pentru rolul rolul EL din spectacolul Dumnezeul de a doua zi de Mimi Brănescu, regia Claudiu Goga (Teatrul Metropolis București)
- 2018 - premiul BEST DUO - Vlad Zamfirescu & Theo Marton pentru Secretul fericirii de Alexandru Popa, regia Vlad Zamfirescu la Los Angeles Film Awards/SUA
- 2018 - Silver Award: Best Debut pentru rolul Tom din Secretul fericirii de Alexandru Popa, regia Vlad Zamfirescu la Virgin Spring Cinefest/INDIA
- 2019 - nominalizare la premiile Gopo pentru debut regizoral de lungmetraj pentru Secretul fericirii de Alexandru Popa